# 妖怪ウォッチ シャドウサイド
『妖怪ウォッチ シャドウサイド』（ようかいウォッチ シャドウサイド）は、レベルファイブより発売されているゲームソフト『妖怪ウォッチ』シリーズを原作とする日本のテレビアニメ。

## 概要
『妖怪ウォッチ』の後続作品でシリーズ第2作。2017年12月16日に公開された『映画 妖怪ウォッチ シャドウサイド 鬼王の復活』の後のストーリーがテレビアニメとして描かれる。2018年4月13日にテレビ東京系列6局ネットにて放送開始した。
キャッチコピーに「妖怪ウォッチ、新章突入」と銘打ち、劇場版で描かれた世界観やキャラクター設定に準拠。基本的に三本立てであった前作に対し、一話ごとに一つの物語となっている。
ストーリーは「さくら元町」を舞台に、ナツメ・ケースケ達が街中に起こる「怪奇案件」（超常現象）を探り、妖怪ウォッチの力を使い妖怪退治を行う。本作の妖怪は普段の姿であるライトサイドと、闇の力を増幅させ戦闘に長けたシャドウサイドの2つの姿を持つ。また前作の「妖怪メダル」に代わるアイテムとして「妖怪アーク」を所持しており、「ともだち」契約の証としてアークが渡されると妖怪ウォッチエルダで召喚できる。
テレビ東京ライツビジネス本部の紅谷佳和プロデューサーは、前作を4年に渡って放送してきた過程で「視聴者層に偏りが見られるようになり、低年齢層向けアニメとして定着し始めていた」という事情があった上で「『妖怪ウォッチ』という大きな柱はそのままに、幅広い層に向けた、いろいろな作品を提供していこう」として本作の展開を決断し、作風の変化に伴う賛否はあったものの、ゲーム・玩具販売や世帯視聴率も「狙いとしていた男子7～9、10～12歳の小学生層の数字は好調でした」と語っている。
なお本作は『妖怪ウォッチ』の派生シリーズの一つであり、ゲーム・漫画・キャラクターグッズ等では従来のシリーズも並行して展開された。
小学館が出版する雑誌『小学一年生』による小学生を対象とした「好きなキャラクター」の調査で男子部門や男女共通の総合部門で6位になった。
2019年3月29日放送の49話をもってストーリーを完結、4月5日より同時間にて次シリーズ『妖怪ウォッチ!』の放送が開始された。また同年6月20日にレベルファイブより発売されたNintendo Switch用ゲームソフト『妖怪ウォッチ4』では、今作をベースとした独自のストーリーが、各シリーズの舞台や人物が介入した形で展開する。

## 登場キャラクター

### メインキャラクター
天野 ナツメ（あまの ナツメ）
声 - 悠木碧
本作の主人公。13歳の女子中学生。さくら第2中学校2年B組。前作の主人公・ケータの娘で、ケースケの姉。一人称は「私」。
正義感が強く、困った人を放っておけない性格。
妖怪ウォッチエルダの持ち主と認められ、鬼王・羅仙との戦いを経てトウマ・アキノリ達と共に「妖怪探偵団」の一員として活動する。
天野 ケースケ（あまの ケースケ）
声 - 戸松遥
本作のもう一人の主人公（漫画版ではメイン主人公）。ケータの息子で、ナツメの弟。11歳のさくら元町第一小学校の生徒。一人称は「俺」。
強情だが怖がりで、UFOや幽霊といった非現実的な類を全く信じようとしない。ナツメの妖怪ウォッチエルダを一時的に身に付けた影響か、それ以来妖怪が見えるようになる。
月浪 トウマ（つきなみ トウマ）
声 - 長谷川芳明、佐藤はな（幼少期）
13歳の男子中学生。2年A組。一人称は「僕」。
物憂げで孤独な境遇だったが、鬼王・羅仙との戦いを経て妖怪ウォッチオーガの持ち主として選ばれた。ナツメ達と友人となり、「妖怪探偵団」の一員として活動する。
有星 アキノリ（ありほし アキノリ）
声 - 田村睦心
13歳の男子中学生。もみじやま中学在学。一人称は「俺」。鬼王・羅仙との戦い後に妖怪探偵団を結成する。ふくよかな体型で楽天的なムードメーカー。
実家は代々妖気による占いを生業とし、五芒星を切り描いて攻撃・防御に使う妖空術を得意とする。のちに、幻獣・朱雀から妖怪ウォッチアニマスを授かる。
酒呑 ハルヤ（さかみ ハルヤ）
声 - 遊佐浩二
ナツメのクラスに転校してきた謎めいた少年。
人間界で"姫"と呼ばれる存在を探し、その復活に必要とされる5本の妖聖剣を求めている。
酒呑童子（しゅてんどうじ）
声 - 遊佐浩二
酒呑ハルヤの正体である、鬼族の妖怪。必殺技は「鬼時雨」。

### その他のキャラクター
姫乃 アヤメ（ひめの アヤメ）
声 - 村川梨衣
トウマのいる2年A組に転校してきた、才色兼備の「十万年に一人の美少女」。通称「ヒメアヤ」。
ナツメ達の妖怪探偵団に加わる。無意識に妖怪を視認でき、アキノリと同じ妖空術が使える。
かつて女郎蜘蛛を封印した伝説の霊媒師の子孫であり、その因縁で女郎蜘蛛に取り憑かれていた。その後はアキノリの指導のもと、自分流の妖空術を取得した。
有星 光江（ありほし みつえ） / おばば
声 - 真山亜子、田村睦心（少女時代）
アキノリの祖母。
占いや霊視、妖怪にまつわる道具開発を得意とする。冒頭ナレーションも担当。若い頃は美少女だった。

### 妖怪
ウィスパー
声 - 関智一
「妖怪執事」を自称する妖怪で、現在はエンマ大王から妖怪ウォッチに関する全般を任されている。一人称は「わたくし」、口癖は「うぃす」。
鬼王・羅仙との戦いの後も、妖怪ウォッチエルダを手にしたナツメ達妖怪探偵団について回る。
ジバニャン
声 - 黒田崇矢、小桜エツコ（過去の姿）
かつて数々の大妖魔を倒し、伝説の存在となった猫妖怪。一人称は「オレさま」、語尾に「～ニャン」と付ける。必殺技は「百猫烈弾」。
強面で高圧的な態度だが情に厚く、妖怪ウォッチエルダで召喚されることで妖怪探偵団に協力する。
コマさん
声 - 平川大輔
白い狛犬の妖怪。生前は有星家の飼い犬「信繁」で、神社の狛犬像の下敷きになり死んで妖怪になった。一人称は「俺」。マイペースで物事を達観したような口調で話す。必殺技は「落下犬岩石」。
コマじろう
声 - 遠藤綾
生前のコマさん（信繁）と兄弟のように仲が良かった黄色のカエルが、一緒に狛犬の下敷きになって妖怪化した。一人称は「オラ」、口癖は「もんゲーロ」。必殺技は「落カエル岩石」。
ミッチー / ミツマタノヅチ
声 - 小野坂昌也
ノリの軽いコメディリリーフ。一人称は「私」、口癖は「シュピーン」「はひ〜ん」。
ナツメのナイトを自称し、ライトサイドはヒーロー然とした筋肉ムキムキの人型だが、見た目に反し戦闘力はさほど強くない。シャドウサイドは三つ首の大蛇型妖怪。
ジュニア
声 - 小桜エツコ
猫のような右耳を持つ赤い球状の妖怪。片言で話し、やや毒舌。一人称は「ジーたん」、口癖は「〜だぜ」。
体をゴム風船のように膨らませて、お手本があればどんな姿にも化ける事ができる。ジバニャンから抜けた体毛から誕生した。
洞潔（どうけつ）
声 - 森川智之
ハルヤ（酒呑童子）の配下として付き添う妖怪。妖聖剣の一つ、アシュラ豪炎丸を所持。
島之内 巌流（しまのうち がんりゅう）
声 - 森川智之
洞潔の人間姿。ナツメのクラスの担任を務めている。

## 用語
さくら元町（さくらもとまち）
今作の舞台。ナツメ、ケースケ達が住む町。
妖怪アーク
妖怪と「ともだち」契約すると入手できる鍵状の石板。
表面はライトサイド、裏面はシャドウサイドの絵と妖怪名が描かれ、妖怪ウォッチエルダで召喚できる。
妖怪ウォッチエルダ
所持者はナツメ（ケースケも使用）。エルダ魔導鏡をエンマ大王が改修して妖怪ウォッチ化したもの。
妖怪の居場所をサーチする他、妖怪アークを差し込むと蓋が開き、その上に妖怪アークをかざすと所持者の足元から影が伸び、妖怪が召喚される。妖怪アークを差し込んだ時に右に回すとライトサイド、左に回すとシャドウサイドの妖怪が現れる。召喚中に差し込み反対方向に回すことで妖怪のサイドチェンジも可能。
妖怪ウォッチオーガ
所持者はトウマ。正式名称はオーガ封珠鏡。
妖怪アークで妖怪召喚はできないが、ベゼルを合わせ中央のボタンを押すと、五右衛門・お松・義経・弁慶4体の“幻魔”が憑依され変身できる。また切り札として妖聖剣を挿すことで剣武魔神が憑依される。憑依には時間制限がある他、バトルで体力を消耗した際にも憑依が解除される。
うすらぬら
さくら元町に起こる怪奇案件の投稿サイト。妖怪探偵団はここの書き込みから妖怪出現の情報を掴む。
妖魔レーダー
おばばが作成し、アキノリに与えたアイテム。
妖怪から出る妖気を探知する機能があり、妖怪探偵団はそれを元に怪奇案件の要因である妖怪の探索を行う。
妖術
有星家の血を引く者が代々使われている能力。幼い頃からの修行を経て体得する。
一般的には占いの能力が知られているが、霊視および妖怪と話したり、五芒星を切り描く妖空術で、妖怪への攻撃や防御バリアを作ることなどが可能。光江は一族の中で特に占いを得意とし、相手の前世の姿を見通せる。
アヤメは有星家ではないが先祖の血の影響から、アキノリの見よう見まねで妖空術を使用できた。
幻獣ディスク
幻獣と仲間になると入手できる三角形のディスク。幻獣の姿が描かれている。妖怪ウォッチアニマスで召喚できる。
妖怪ウォッチアニマス
所持者はアキノリ。朱雀から授かる。正式名称はアニマス天承鏡だが、呼びやすいようにアキノリが命名した。
幻獣ディスクを使用することで、幻魔と同等の存在の“幻獣”を呼び出すことができる。召喚中は持ち主のカロリーを消費し、体が次第にやせ細ってしまう。
空亡（そらなき）ウィルス
邪悪な存在、空亡が発する分身体。人間や妖怪に取り憑いて、恨みや憎しみといった闇の感情を暴走させる作用がある。さらに闇の力を取り込む事で「真魔」と呼ばれる黒龍のような姿になる。

## コーナー
アキノリの妖怪ウォッチシャドウサイド豆知識
第6話（2018年5月11日）より放送。アキノリが本作に登場する物事について、ペープサート風のアニメで解説する。
テレビ東京系列では映画情報の『映画妖怪ウォッチニュース』を放送する期間中は休止。

## スタッフ
- クリエイティブプロデューサー・企画・シナリオ原案 - 日野晃博
- 原作 - レベルファイブ
- 掲載 - 月刊コロコロコミック
- 妖怪&キャラクターデザイン原案 - 長野拓造、田中美穂
- アートコンセプト - 梁井信之
- 企画設定協力 - 本村健
- シリーズ構成 - 加藤陽一
- キャラクターデザイン - 山田俊也
- 総作画監督 - 山田俊也、武内啓
- 美術監督 - 釘貫彩
- 色彩設計 - 角野江美
- 撮影監督 - 山道奈保美
- 編集 - 小守真由美
- 音楽 - 西郷憲一郎
- 音響監督 - はたしょう二
- 音楽協力 - テレビ東京ミュージック
- アニメーションプロデューサー - 井上たかし
- アニメーション制作 - OLM TEAM INOUE
- スーパーバイザー - 奥野敏聡、久保雅一、佐上靖之、川崎由紀夫、梶原清文
- アドバイザー - 村上孝雄、和田誠
- プロデューサー - 紅谷佳和（テレビ東京）、李尚鎭
- プログラムマネージャー - 飯田将太（テレビ東京）、丸茂礼（テレビ東京）
- 監督 - 北條史也
- 製作 - テレビ東京、電通、OLM

## 主題歌

### オープニングテーマ
「時を待とう」（第1話 - 第26話）
作詞・楽曲プロデュース - 高木貴司 / 作・編曲 - 菊谷知樹 / 歌 - Hard Birds
「進め少年！ヒューイヒュー」（第27話 - 第49話）
作詞 - 高木貴司 / 作・編曲 - 菊谷知樹 / 歌 - Hard Birds

### エンディングテーマ
「ファンキー・ブギブバー」（第1話 - 第26話）
作詞 - motsu&高木貴司 / 作・編曲 - 菊谷知樹 / 楽曲プロデュース - 高木貴司 / 歌 - キング・クリームソーダ.
「お休み賛歌」（第27話 - 第49話）
作詞・楽曲プロデュース - 高木貴司 / 作・編曲 - 菊谷知樹 / 歌 - キング・クリームソーダ.

## 各話リスト
| 話数   | サブタイトル               | 脚本       | 絵コンテ     | 演出         | 作画監督                                            | 放送日         | 登場妖怪 （ライトサイド / シャドウサイド）                          | 収録DVD |
| ------ | -------------------------- | ---------- | ------------ | ------------ | --------------------------------------------------- | -------------- | ------------------------------------------------------------------- | ------- |
| 第1話  | 亡霊番長                   | 日野晃博   | 矢野博之     | 吉本毅       | 山縣研一 三島千枝                                   | 2018年 4月13日 | バンチョー / 亡霊番長                                               | VOL.1   |
| 第2話  | 死者の乗る自転車           | 加藤陽一   | 清水聡       | 岩田義彦     | 壽恵理子 横山友紀                                   | 2018年 4月13日 | チャーリー / ゴーストサイクル                                       | VOL.1   |
| 第3話  | 略奪魔 レッドヘッド        | 加藤陽一   | 深沢幸司     | 仲野良       | 松坂定俊                                            | 4月20日        | ジュニア / バーニングドラゴン                                       | VOL.1   |
| 第4話  | もったいない男             | 大知慶一郎 | 須藤典彦     | 森田侑希     | 藤田正幸                                            | 4月27日        | 寸胴丸 / 死霊の毒々鍋                                               | VOL.1   |
| 第5話  | 恋する人体模型             | 日野晃博   | 中川聡       | 日下直義     | 山崎愛                                              | 5月4日         | ジンタ / ジンゲキ 洞潔                                              | VOL.2   |
| 第6話  | わらうドッグマン           | 加藤陽一   | 宮崎なぎさ   | しぎのあきら | 浜田勝 山内玲奈 アベ正己                            | 5月11日        | ラッキー / ドッグマン                                               | VOL.2   |
| 第7話  | 顔さけ女                   | 山田由香   | 豆冨こびい   | 泉保良輔     | 阿部千秋                                            | 5月18日        | パックン / ガブリエル                                               | VOL.2   |
| 第8話  | オーの反乱                 | 鴻野貴光   | 榎本明広     | 岩田義彦     | 山縣研一                                            | 5月25日        | 青龍 ロボニャン00                                                   | VOL.2   |
| 第9話  | 人食いマグロと呼ばれて     | 高橋ナツコ | 富田浩章     | 高橋滋春     | 寺澤伸介 三島千枝                                   | 6月1日         | ホンマグロ大将 / マグロドン                                         | VOL.3   |
| 第10話 | 戦慄の切裂きジョーカー     | 大知慶一郎 | 飯島正勝     | 岩田義彦     | 河野絵美 吉田巧介 壽恵理子                          | 6月8日         | マッシュバーバー / 切裂きジョーカー                                 | VOL.3   |
| 第11話 | オレさまはネコ妖怪である   | 山田由香   | 須藤典彦     | 吉本毅       | 松坂定俊                                            | 6月15日        | 死神 死神ボス                                                       | VOL.3   |
| 第12話 | 捕らわれのトウマ           | 加藤陽一   | 豆冨こびい   | 森田侑希     | 藤田正幸                                            | 6月22日        | -                                                                   | VOL.3   |
| 第13話 | 祈り山の怪奇               | 加藤陽一   | 榎本明広     | 日下直義     | 山崎愛                                              | 6月29日        | 朱雀                                                                | VOL.4   |
| 第14話 | 不動明王 邪と天            | 加藤陽一   | 豆冨こびい   | 岩田義彦     | 二宮奈那子 横山友紀                                 | 7月6日         | ハイパーミッチー / ミツマタギドラ 不動明王・天、邪 真魔軍神フクロウ | VOL.4   |
| 第15話 | 十万年にひとりの美少女     | 鴻野貴光   | 富田浩章     | しぎのあきら | 浜田勝 山内玲奈                                     | 7月13日        | 窯元熱 / 窯ドウ魔                                                   | VOL.4   |
| 第16話 | あぶない海水浴             | 高橋ナツコ | 仲野良       | 泉保良輔     | 阿部千秋                                            | 7月20日        | イカリン / ゲソドリル                                               | VOL.4   |
| 第17話 | たたりギツネとコックリさん | 大知慶一郎 | 宮崎なぎさ   | 興満録助     | 山縣研一                                            | 7月27日        | キュウビ イナリ / たたりギツネ                                      | VOL.5   |
| 第18話 | 顔どろぼう                 | 加藤陽一   | 清水聡       | 岩田義彦     | 横山友紀 二宮奈那子 服部益実                        | 8月3日         | シブメン犬 / メンクイーター                                         | VOL.5   |
| 第19話 | 逆襲の蝉ファイナル         | 山田由香   | 高橋知也     | 久慈悟郎     | 三島千枝 松坂定俊                                   | 8月10日        | セミコロン / セミロング                                             | VOL.5   |
| 第20話 | 幻の0番スクリーン          | 鴻野貴光   | 豆冨こびい   | 森田侑希     | 藤田正幸                                            | 8月17日        | 雷オトン フィルムリン / エイガリアン                                | VOL.5   |
| 第21話 | 復活！剣武魔神朱雀         | 加藤陽一   | 仲野良       | 日下直義     | 反町司 松坂定俊                                     | 8月24日        | 麒麟                                                                | VOL.6   |
| 第22話 | トウマと鬼王のかけら       | 加藤陽一   | 豆冨こびい   | 岩田義彦     | 宇津木勇 大木比呂 藤田和行 吉田巧介 前原薫 松本勝次 | 8月31日        | オグ・トグ・モグ 迦毘羅                                             | VOL.6   |
| 第23話 | ドクターCの闇カルテ        | 大知慶一郎 | 宮崎なぎさ   | 吉本毅       | 山縣研一 山崎愛                                     | 9月7日         | レオン / Dr. カメレオン                                             | VOL.6   |
| 第24話 | 夢見るハナぽんちょ         | 山田由香   | 高橋知也     | 日下直義     | 浜田勝 藤田正幸                                     | 9月14日        | 花ちゃん / お花さん                                                 | VOL.6   |
| 第25話 | さらばミッチー             | 大知慶一郎 | 豆冨こびい   | 岩田義彦     | 横山友紀 藤田和行 大木比呂                          | 9月21日        | ミツマタミヅチ                                                      | VOL.7   |
| 第26話 | 悪魔の丸呑みトイレ         | 鴻野貴光   | 泉保良輔     | 泉保良輔     | 小林ゆかり 安斉佳恵                                 | 9月28日        | うんちく魔 オロチ                                                   | VOL.7   |
| 第27話 | さまよえるコマじろう       | 加藤陽一   | 仲野良       | 仲野良       | 反町司 松坂定俊                                     | 10月5日        | コマじろう                                                          | VOL.7   |
| 第28話 | 呪いのAIアシスタント       | 山田由香   | 高橋知也     | 森田侑希     | 藤田正幸                                            | 10月12日       | セバスちゃん / セバスさん                                           | VOL.7   |
| 第29話 | 悲劇のブラッディクローバー | 鴻野貴光   | 豆冨こびい   | 日下直義     | 山縣研一 三島千枝                                   | 10月19日       | ツチノコ                                                            | VOL.8   |
| 第30話 | アヤメ、散る               | 大知慶一郎 | 大宙征基     | 岩田義彦     | 大木比呂 壽恵理子 前原薫                            | 10月26日       | 女郎蜘蛛                                                            | VOL.8   |
| 第31話 | 激闘！朱雀VS玄武           | 山田由香   | うえだしげる | 興満録助     | 山崎愛 松坂定俊                                     | 11月2日        | 玄武                                                                | VOL.8   |
| 第32話 | 命を喰らう女郎蜘蛛         | 大知慶一郎 | 豆冨こびい   | 日下直義     | 浜田勝 藤田正幸                                     | 11月9日        | 不動明王ボーイ 酒呑童子                                             | VOL.8   |
| 第33話 | 慌てん坊のサタンクロース   | 加藤陽一   | 高橋知也     | 岩田義彦     | 横山友紀 藤田和行 重松しんいち                      | 11月16日       | 爺たん / サタンクロース                                             | VOL.9   |
| 第34話 | 妖怪だけの妖怪探偵団       | 鴻野貴光   | 泉保良輔     | 泉保良輔     | 小林ゆかり 安斉佳恵                                 | 11月30日       | 安全坊や / ニタニタさん                                             | VOL.9   |
| 第35話 | すすり泣くバレエシューズ   | 高橋ナツコ | 矢野博之     | うえだしげる | 反町司 山縣研一                                     | 12月14日       | ワカメくん コンブさん メカブちゃん                                  | VOL.9   |
| 第36話 | シャドウサイドクリスマス   | 鴻野貴光   | 大宙征基     | 森田侑希     | 藤田正幸                                            | 12月21日       | モミー / 人吊りモミの木                                             | VOL.9   |
| 第37話 | 姫はそこにいる             | 加藤陽一   | 清水聡       | 吉本毅       | 三島千枝 松坂定俊                                   | 12月28日       | メラメライオン ふぶき姫 空亡                                        | VOL.10  |
| 第38話 | 待ち人、来たる             | 山田由香   | 豆冨こびい   | 岩田義彦     | 服部憲知 藤田和行 近藤好 大木比呂                   | 2019年 1月11日 | 超吉 / 闇吉                                                         | VOL.10  |
| 第39話 | 駄菓子屋のウマ男           | 大知慶一郎 | 高橋知也     | 日下直義     | 山崎愛 山縣研一                                     | 1月18日        | ウマタロー / ウマヅラー                                             | VOL.10  |
| 第40話 | 振り返れば暗黒騎士         | 鴻野貴光   | 矢野博之     | 興満録助     | 浜田勝 藤田正幸                                     | 1月25日        | シールド・オブ・ブライトネス / ダークネス                           | VOL.10  |
| 第41話 | 魅惑のバニートラップ       | 鴻野貴光   | 富田浩章     | 岩田義彦     | 横山友紀 藤田和行                                   | 2月1日         | うさ吉 / バニートラップ                                             | VOL.11  |
| 第42話 | 怨みのバレンタイン         | 山田由香   | 池田重隆     | 黒田幸生     | 小林ゆかり 鈴木伸一                                 | 2月8日         | チヨコ / ジョゴラ                                                   | VOL.11  |
| 第43話 | 洞潔、炎の決別             | 大知慶一郎 | 豆冨こびい   | 仲野良       | 反町司 松坂定俊                                     | 2月15日        | -                                                                   | VOL.11  |
| 第44話 | エンマと失われた城         | 加藤陽一   | 仲野良       | 森田侑希     | 藤田正幸                                            | 2月22日        | -                                                                   | VOL.12  |
| 第45話 | 白虎の試練！トウマVSハルヤ | 鴻野貴光   | 高橋知也     | うえだしげる | 三島千枝 山縣研一                                   | 3月1日         | 阿修羅 白虎                                                         | VOL.12  |
| 第46話 | 闇に堕ちたカイラ           | 山田由香   | 矢野博之     | 岩田義彦     | 横山友紀 藤田和行 近藤好 大木比呂                   | 3月8日         | 真魔                                                                | VOL.12  |
| 第47話 | 背中合わせの絆             | 高橋ナツコ | 大宙征基     | 日下直義     | 山崎愛 山縣研一                                     | 3月15日        | -                                                                   | VOL.13  |
| 第48話 | スピリットの真実           | 加藤陽一   | 豆冨こびい   | 吉本毅       | 藤田正幸 山内亜紀 山内玲奈                          | 3月22日        | 朱夏 空天                                                           | VOL.13  |
| 第49話 | 神話 その果てに            | 加藤陽一   | 北條史也     | 北條史也     | 三島千枝 反町司 松坂定俊 山縣研一                   | 3月29日        | 白秋 玄冬 不動明王・界                                              | VOL.13  |

## ネット局
| 放送期間 | 放送時間                              | 放送局             | 対象地域      | 備考                      |
| --- | ------------------------------------- | ------------------ | ------------- | ------------------------- |
| 2018年4月13日 - 2019年3月29日 | 金曜 18:25 - 18:55                    | テレビ東京         | 関東広域圏    | 製作局                    |
| |                                       | テレビ北海道       | 北海道        |                           |
| |                                       | テレビ愛知         | 愛知県        |                           |
| |                                       | テレビ大阪         | 大阪府        |                           |
| |                                       | テレビせとうち     | 岡山県 香川県 |                           |
| |                                       | TVQ九州放送        | 福岡県        |                           |
| 2018年4月14日 - 2019年3月30日 | 土曜 7:00 - 7:30                      | BSテレ東           | 日本全域      | BS/BS4K放送               |
| 2018年4月17日 - 2019年4月2日 | 火曜 22:30 - 23:00                    | AT-X               | 日本全域      | CS放送 / リピート放送あり |
| 2018年4月20日 - 2019年4月12日 | 金曜 17:30 - 18:00                    | 岐阜放送           | 岐阜県        |                           |
| |                                       | テレビ和歌山       | 和歌山県      |                           |
| 2018年4月22日 - 2019年4月14日 | 日曜 10:30 - 11:00                    | 長崎放送           | 長崎県        |                           |
| 2018年4月26日 - 2019年3月28日 2019年4月4日 - 4月18日                                                                                                 | 木曜 17:29 - 17:58 木曜 17:00 - 17:29 | 奈良テレビ         | 奈良県        |                           |
| 2018年4月26日 - 12月13日 2019年1月6日 - 4月14日 | 木曜 18:55 - 19:25 日曜 10:00 - 10:27 | びわ湖放送         | 滋賀県        |                           |
| 2018年5月8日 - 2019年4月30日 | 火曜 16:20 - 16:50                    | 山陰中央テレビ     | 島根県 鳥取県 |                           |
| 2018年6月3日 - 2019年5月19日 | 日曜 5:00 - 5:30                      | 高知さんさんテレビ | 高知県        |                           |
| 2018年6月23日 - 2019年6月1日 | 土曜 5:45 - 6:15                      | IBC岩手放送        | 岩手県        |                           |
| 2018年7月2日 - 2019年6月3日 | 月曜 19:00 - 19:30                    | KBS京都            | 京都府        |                           |
| 2018年7月15日 - 2019年6月30日 | 日曜 8:00 - 8:30                      | キッズステーション | 日本全域      | CS放送 / リピート放送あり |
| 2018年8月26日 - 2019年8月18日 | 日曜 5:15 - 5:45                      | テレビユー山形     | 山形県        |                           |
| 2018年9月23日 - 2019年9月8日 | 日曜 6:30 - 7:00                      | 福島中央テレビ     | 福島県        |                           |
| 2018年12月7日 - 2019年11月8日 | 金曜 17:00 - 17:30                    | 三重テレビ         | 三重県        |                           |
| 2018年12月14日 - 2019年11月15日 | 金曜 10:55 - 11:25                    | 秋田放送           | 秋田県        |                           |
| 2018年12月16日 - 2019年12月22日 | 日曜 6:15 - 6:45                      | 信越放送           | 長野県        |                           |
| 2019年1月12日 - 2019年12月14日 | 土曜 10:40 - 11:10                    | 福井テレビ         | 福井県        |                           |
| 地上波テレビ東京系列では、初回は1時間スペシャルで放送。字幕放送はテレビ東京系列（BSも含む）とキッズステーション、データ放送はテレビ東京系列6局のみ。 |                                       |                    |               |                           |

## 劇場版
- 『映画 妖怪ウォッチ シャドウサイド 鬼王の復活』（2017年） - 今作の前日譚にあたる。
- 『映画 妖怪ウォッチ FOREVER FRIENDS』（2018年） - 1960年代のさくら元町および妖魔界が舞台。

## 漫画版
妖怪ウォッチ シャドウサイド
作者：小西紀行
月刊コロコロコミック2018年5月号から2019年5月号まで連載。ケースケを主人公とし、アニメ版とは異なる独自の設定やストーリーが加えられている。
並行して別冊コロコロコミックやコロコロイチバンでは従来の『妖怪ウォッチ』シリーズが展開された。

## データカードダス
『妖怪ウォッチ ウキウキペディアシャドウサイド』
2018年7月26日より、バンダイより『妖怪ウォッチ ウキウキペディアドリーム』の後継としてデータカードダスが稼働された。今までのカードも使用可能。YCチップ搭載の妖怪ドリームメダルと秘宝妖怪エンブレムに加え、NEO YCチップ搭載の妖怪アークと妖聖剣もスキャンできる。
第5弾をもって終了し、『妖怪ウォッチ ウキウキペディア極（きわみ）』に移行。
リリース
- 2018年7月26日 第1弾稼働開始
- 2018年10月4日 第2弾稼働開始
- 2018年12月20日 第3弾稼働開始
- 2019年2月7日 第4弾稼働開始
- 2019年3月28日 第5弾稼働開始